# Бертранд Расел
Бертранд Расел (енгл. Bertrand Russell; Трелек, 18. мај 1872 — Пенхриндејдрајт, 2. фебруар 1970), био је британски филозоф и математичар, као и добитник Нобелове награде за књижевност 1950. године. Као академик бавио се филозофијом, математиком и логиком. Његов је рад имао значајан утјецај на математику, логику, теорију скупова, лингвистику, вештачку интелигенцију, когнитивну науку, информатику и разна подручја аналитичке филозофије, посебно филозофију математике, филозофију језика, епистемологију и метафизику. Он је био јавни интелектуалац, историчар, друштвени критичар, политички активиста и нобеловац. Он је рођен је у Монмаутширу у једној од најистакнутијих аристократских породица у Уједињеном Краљевству.
Расел је био један од најистакнутијих логичара раног 20. века, и један од утемељитеља аналитичке филозофије, заједно са својим претходником Готлобом Фрегеом, пријатељем и колегом Џ. Е. Муром и његовим учеником и штићеником Лудвигом Витгенштајном. Расел је с Муром предводио британску „побуну против идеализма”. Заједно са својим бившим учитељем АН Вајтхедом, Расел је написао Principia Mathematica, прекретницу у развоју класичне логике и значајан покушај да се целокупна математика сведе на логику (види логицизам). Раселов чланак „О означавању” сматран је „парадигмом филозофије”.

## Расел као филозоф и логичар
У математици је познат по Раселовом парадоксу који је указао на пропусте у наивном (неаксиоматском) заснивању Канторове теорије скупова.

## Приватни живот
Бертранд Артур Вилијам Расел, 3. гроф Расел (енгл. Bertrand Arthur William Russell, 3rd Earl Russell) рођен је 18. маја 1872. године у племићкој породици. Веома рано је остао без родитеља, мајка му је умрла када је имао 2 године, а отац када је имао 4. Остали су он и његов старији брат Френк (будући други Ерл Расел). О њима се бринуо њихов деда Ерл Расел (лорд Џон Расел) који је био председник британске владе 40-их година 19. века, и баба, дедина жена из другог брака. Кум му је био филозоф Џон Стјуарт Мил. Расел није испунио њихова очекивања што се тиче женидбе и децембра 1894. се оженио Американком Алис Смит (енгл. Alys Pearsall Smith). Алис је била протестанткиња и то пуританских схватања. Њихов брак је завршен разводом 1911. године. Расел није био увек веран брачном животу, познате су биле две љубавне афере са чувеним дамама од којих је једна била глумица.
Бертранд Расел је студирао филозофију и логику на Универзитету Кембриџ од 1890. године. Постао је члан Тринити колеџа 1908. године. 1920. је путовао у Русију и после тога предавао у Пекингу филозофију једну годину дана. 1921. када је изгубио професорски посао оженио се Дором Расел (рођеном Блек) и са њом је имао сина Џона (John Conrad Russell, касније га наследио као четврти Ерл Расел) и ћерку Кетрин (Katharine Russell удата Tait). Расел се у ово време испомагао тако што је писао популарне књиге из области физике, етике и образовања за лаике. Са супругом Дором он је основао експерименталну школу "Beacon Hill" (у преводу „Светионик на брегу“) 1927. године.
После смрти старијег брата, Расел 1931. године постаје трећи Ерл Расел. Међутим он се веома ретко позивао на ову титулу. Супруга Дора га је изневерила у прељуби са једним америчким новинаром и Расел се 1936. оженио по трећи пут. Нова супруга му се звала Патриша, била је оксфордски студент и гувернанта Раселове деце 1930. године. Са њом је имао једног сина по имену Конрад. У пролеће 1939. преселио се у Санта Барбару и предавао на универзитету Калифорнија у Лос Анђелесу. Био је постављен за професора на Градском колеџу у Њујорку одмах после тога, али после јавног негодовања постављење је повучено; његово радикално мишљење учинило га је морално неподобним за предавача на овом колеџу. У Британију се вратио 1944. и поново је предавао на Тринити колеџу.
Године 1952, у својој осамдесетој години, Расел се поново развео и оженио четврти пут супругом Едит, са којом се познавао још од 1925. године.
Бертранд Расел је написао три тома своје аутобиографије крајем 1960-их година и преминуо је 2. фебруара 1970. у Велсу у својој 98. години. Његов пепео је расејан у планинама Велса.
Треба поменути и да је Расел познат као оснивач и вођа „Преког суда“ у коме су били осуђивани сви злочини САД у Вијетнамском рату током 50-их и 60-их година двадесетог века.
Титулу грофа од Бертранда Расела наследио је најпре његов син Џон Расел (као 4. Ерл Расел), а потом млађи син Конрад Расел (као 5. Ерл Расел). Конрад Расел је изабран за наследног племића у британском Дому лордова, он је угледни британски научник.